# سر قلعة السفلي (زلاغي الشرقي)
سر قلعة السفلی (بالفارسية: سرقلعه سفلی) هي قرية تقع في إيران في قسم زلاغي الشرقي الریفي. يقدر عدد سكانها بـ 111 نسمة بحسب إحصاء 2016.